# Jaime Yzaga
Jaime Yzaga, né le 23 octobre 1967 à Lima, est un ancien joueur de tennis professionnel péruvien. Il est actuellement capitaine de l'équipe du Pérou de Coupe Davis.
Il est le meilleur joueur de tennis de l'histoire de son pays si on excepte Alex Olmedo, vainqueur de l'Open d'Australie et de Wimbledon en 1959 mais qui fut naturalisé américain. Jaime Yzaga, a remporté 8 titres sur le circuit ATP et il a atteint la 18e place mondiale en octobre 1989.
Il est resté du 28 octobre 1985 au 28 août 1995 dans le Top 100 mondial (excepté une semaine le 21 novembre 1988) soit pratiquement 10 ans et même presque durant la totalité de sa carrière ce qui reste une superbe performance et prouve une certaine régularité de Yzaga tout au long de sa carrière.

## Palmarès

### Titres en simple messieurs
| No | Date       | Nom et lieu du tournoi                           | Catégorie           | Dotation  | Surface      | Finaliste          | Score              |  |
| -- | ---------- | ------------------------------------------------ | ------------------- | --------- | ------------ | ------------------ | ------------------ |  |
| 1  | 20-07-1987 | OTB Open, Schenectady                            |                     | 89 400 $  | Dur (ext.)   | Jim Pugh           | 0-6, 7-6, 6-1      |  |
| 2  | 09-11-1987 | Ford Cup, São Paulo                              |                     | 89 400 $  | Dur (ext.)   | Luiz Mattar        | 6-2, 4-6, 6-2      |  |
| 3  | 21-11-1988 | Tournoi de tennis d'Itaparica, Itaparica         |                     | 275 000 $ | Dur (ext.)   | Javier Frana       | 7-6, 6-2           |  |
| 4  | 06-05-1991 | US Men's Clay Court Championship, Charlotte (NC) | World Series        | 215 000 $ | Terre (ext.) | Jimmy Arias        | 6-3, 7-5           |  |
| 5  | 06-01-1992 | Benson and Hedges Open, Auckland                 | World Series        | 157 500 $ | Dur (ext.)   | MaliVai Washington | 7-66, 6-4          |  |
| 6  | 13-04-1992 | USTA Men's Clay Courts of Tampa, Tampa           | World Series        | 235 000 $ | Terre (ext.) | MaliVai Washington | 3-6, 6-4, 6-1      |  |
| 7  | 03-05-1993 | USTA Men's Clay Courts of Tampa, Tampa           | World Series        | 235 000 $ | Terre (ext.) | Richard Fromberg   | 6-4, 6-2           |  |
| 8  | 04-10-1993 | Australian Indoor Tennis Championship, Sydney    | Championship Series | 875 000 $ | Dur (int.)   | Petr Korda         | 6-4, 4-6, 7-6, 7-6 |  |

### Finales en simple messieurs
| No | Date       | Nom et lieu du tournoi                           | Catégorie    | Dotation  | Surface         | Vainqueur          | Score         |  |
| -- | ---------- | ------------------------------------------------ | ------------ | --------- | --------------- | ------------------ | ------------- |  |
| 1  | 01-05-1989 | WCT Tournament of Champions, New York            |              | 485 000 $ | Terre (ext.)    | Ivan Lendl         | 6-2, 6-1      |  |
| 2  | 22-10-1990 | Philips Open, São Paulo                          | World Series | 125 000 $ | Moquette (ext.) | Robbie Weiss       | 3-6, 7-6, 6-3 |  |
| 3  | 12-04-1993 | US Men's Clay Court Championship, Charlotte (NC) | World Series | 275 000 $ | Terre (ext.)    | Horacio de la Peña | 3-6, 6-3, 6-4 |  |

### Finales en double messieurs
| No | Date       | Nom et lieu du tournoi                      | Catégorie | Dotation  | Surface      | Vainqueurs                        | Partenaire     | Score         |  |
| -- | ---------- | ------------------------------------------- | --------- | --------- | ------------ | --------------------------------- | -------------- | ------------- |  |
| 1  | 04-07-1988 | Tournoi de tennis US Pro Boston             |           | 297 500 $ | Terre (ext.) | Jorge Lozano Todd Witsken         | Bruno Orešar   | 6-2, 7-5      |  |
| 2  | 08-05-1989 | US Men's Clay Court Championship Charleston |           | 190 000 $ | Terre (ext.) | Mikael Pernfors Tobias Svantesson | Agustín Moreno | 6-4, 4-6, 7-5 |  |
| 3  | 25-09-1989 | Grand Prix Passing Shot Bordeaux            |           | 225 000 $ | Terre (ext.) | Tomás Carbonell Carlos Di Laura   | Agustín Moreno | 6-4, 6-4      |  |

## Parcours dans les tournois duGrand Chelem

### En simple
| Année | Open d'Australie | Open d'Australie | Internationaux de France | Internationaux de France | Wimbledon       | Wimbledon   | US Open         | US Open        | Open d'Australie | Open d'Australie |
| ----- | ---------------- | ---------------- | ------------------------ | ------------------------ | --------------- | ----------- | --------------- | -------------- | ---------------- | ---------------- |
| 1985  | n.o.             | n.o.             | —                        | —                        | —               | —           | 1/8 de finale   | I. Lendl       | —                | —                |
| 1986  | n.o.             | n.o.             | 2e tour (1/32)           | T. Pham                  | —               | —           | 3e tour (1/16)  | M. Šrejber     | n.o.             | n.o.             |
| 1987  | —                | —                | 1er tour (1/64)          | M. Buckley               | 1er tour (1/64) | E. Jelen    | 3e tour (1/16)  | J. Svensson    | n.o.             | n.o.             |
| 1988  | —                | —                | 1er tour (1/64)          | M. Jaite                 | 1er tour (1/64) | D. Rostagno | 3e tour (1/16)  | M. Laurendeau  | n.o.             | n.o.             |
| 1989  | —                | —                | 3e tour (1/16)           | J. Berger                | —               | —           | 3e tour (1/16)  | P. Sampras     | n.o.             | n.o.             |
| 1990  | —                | —                | 1er tour (1/64)          | A. Krickstein            | —               | —           | 3e tour (1/16)  | T. Muster      | n.o.             | n.o.             |
| 1991  | 1/4 de finale    | S. Edberg        | 3e tour (1/16)           | A. Cherkasov             | 2e tour (1/32)  | H. Leconte  | 2e tour (1/32)  | A. Krickstein  | n.o.             | n.o.             |
| 1992  | 1er tour (1/64)  | M. Woodforde     | 1er tour (1/64)          | G. Schaller              | 2e tour (1/32)  | D. Rostagno | 1er tour (1/64) | I. Lendl       | n.o.             | n.o.             |
| 1993  | 1er tour (1/64)  | D. Prinosil      | 1er tour (1/64)          | M. Stich                 | —               | —           | 2e tour (1/32)  | M.-K. Goellner | n.o.             | n.o.             |
| 1994  | 1er tour (1/64)  | T. Martin        | 1/8 de finale            | M. Larsson               | 2e tour (1/32)  | G. Connell  | 1/4 de finale   | K. Nováček     | n.o.             | n.o.             |
| 1995  | 1er tour (1/64)  | L. Jonsson       | 1er tour (1/64)          | C. Costa                 | —               | —           | 2e tour (1/32)  | P. Sampras     | n.o.             | n.o.             |
| 1996  | 1er tour (1/64)  | S. Stolle        | —                        | —                        | —               | —           | —               | —              | n.o.             | n.o.             |

N.B. : à droite du résultat se trouve le nom de l'ultime adversaire.